# 池上彰のニュースそうだったのか!!
『池上彰のニュースそうだったのか!!』（いけがみあきらのニュースそうだったのか!!）は、2014年4月14日からテレビ朝日系列で放送されているニュース教養バラエティ番組である。池上彰の冠番組。

## 概要

### ここがポイント!!池上彰解説塾
テレビ朝日および系列局が1989年7月から2014年3月まで月曜日の21時台に放送してきた『（どーする!?→）ビートたけしのTVタックル』が『ネオバラエティ』（月 - 木曜日の深夜番組レーベル）の月曜枠に移動することを機に、『学べる!!ニュースショー! → そうだったのか!池上彰の学べるニュース』シリーズから初めての姉妹番組、および同時間帯では約25年ぶりの新番組として、『ここがポイント!!池上彰解説塾』（ここがポイント!!いけがみあきらかいせつじゅく）の番組名で、毎週月曜 21:00 - 21:54(JST) に放送開始。
「ニュースの基本をわかりやすく解説する」というシリーズの基本スタンスや体裁を生かしながら、後続番組『報道ステーション』の前枠で放送することから、現地取材や当事者へのインタビューを交えながら注目のニュースを詳しく伝える。
アシスタントには、池上と同じ東京都立大泉高等学校の出身で、2014年3月28日まで『報道ステーション』の天気キャスター → スポーツキャスターを務めていた宇賀なつみ（元テレビ朝日アナウンサー）を起用。また、前述のシリーズ番組と同様に、複数の著名人を「パネラー」としてスタジオに迎える。
レギュラー放送の前半では、放送前週に報じられた主なニュースをヘッドライン形式で振り返りながら、個々のニュースに対する池上の見解を紹介する。中盤以降の「特集」では、直近のニュースで背景や当事者の意図などが分かりにくいトピックを、池上流の解説で深く掘り下げる。
放送週や直近のニュースなどによっては、生放送に切り替えたり、特別番組扱いで放送枠を拡大したりすることがある。その一方で、前枠番組（『もしものシミュレーションバラエティー お試しかっ!』または『クイズプレゼンバラエティー Qさま!!』）の放送枠を拡大した特別番組を編成する関係で、休止することもある。
なお、公式サイトでは、当番組で池上による解説を求めたい「ニュースへの疑問」を募集。受け付けた疑問の一部を、当番組で取り上げる。ただし、事前に収録した内容を放送する場合や、放送枠を拡大する場合には放送上途中で「パネラー」を入れ替えている。
番組スタッフである当時テレビ朝日編成制作局長の平城隆司は、当番組の放送開始を前に、「池上さんにはその日のニュースをやるというよりは、その1週間のニュースを解説してもらう形にする。もちろんタイムリーなことであれば、生対応も考えている。月曜日は『報道ステーション』の視聴率がほかの曜日に比べて取りづらかった面もあり、『TVタックル』と池上さん（「解説塾」）で挟みこんでいきたい」というコメントを出した。ちなみに、テレビ朝日および系列局のレギュラー編成では、当番組からのステブレレスで『報道ステーション』を開始。池上や宇賀も、当番組のエンディングで、「この後は引き続き、『報道ステーション』を御覧下さい」という趣旨のコメントを入れている（『報道ステーション』のオープニングでは、古舘伊知郎が「ここからは池上さんの番組から直結で『報道ステーション』です」と発言する）。
2014年8月25日の放送では、当初20時00分 - 21時54分 に『クイズプレゼンバラエティー Qさま!!』の2時間特番が放送されるため、当番組は放送休止となる予定だったが、2014年8月20日に起きた広島市の土砂災害の影響で、放送休止となる予定だった当番組が生放送で放送されることになったため、『クイズプレゼンバラエティー Qさま!!』は20時00分 - 21時00分までの放送に変更、そして『クイズプレゼンバラエティー Qさま!!』との接続は、異例のステブレレスになった。
事実上の前身番組である『そうだったのか!池上彰の学べるニュース』は20時台ということもあり主に難しいニュース用語を易しく解説していたが、当番組は時事ニュースをポイントを押さえて解説するスタイルをとり、政治家へのインタビューも行うなど、大人向けの内容を志向した。しかし、強力な裏番組などの影響で視聴率は伸び悩み、2014年8月以降はあるキーワードについての特集や過去の重大事件を取り上げたVTRを中心とするようになり、当初スタジオゲストも3～4人だったものが7～8人程度となり、前身番組に近いものにマイナーチェンジされた。その結果、2014年9月29日放送回の「警視庁が選んだ大事件ランキング100 日本の警察がわかる3時間SP」が視聴率14.2%（ビデオリサーチ調べ、関東地区・世帯・リアルタイム）を獲得するなど、視聴率は安定傾向にある。なお、放送日前後の情勢によっては従来通りのニュース解説を行い、生放送となる場合もある。
2014年12月29日 18時30分 - 19時（第1部）・19時 - 23時30分（第2部）（JST）には、『池上彰年末スペシャル 今年あったことは歴史に残るのか!? 今と昔を比べて知る2014』として、過去最長の5時間SPを放送。池上自身も当事者となった朝日新聞の誤報問題を解説したが、系列のテレビ朝日が取り上げるという異例の事態が実現した。

### 池上彰のニュースそうだったのか!!
2015年4月11日より、放送時間を土曜19時54分 - 20時54分に移し、番組名も『池上彰のニュースそうだったのか!!』に改題。なお、当番組が放送されていた月曜21時台には『クイズプレゼンバラエティー Qさま!!』が1時間繰り下がることになった。『学べる!!ニュースショー!』以来放送していた、平日ゴールデンタイムの池上彰枠も7年間で終了した。
原則は事前収録であるが、時おり生放送を実施している。
宇賀は2019年3月をもってテレビ朝日を退社したが、その後もフリーの立場で本番組に出演し続けている。
2020年10月より放送時間が6分短縮となり、20:00 - 20:54となった（2020年2月22日以降の定時編成は原則20:00開始）。

## 出演者
- 池上彰（ジャーナリスト） - ニュース解説
- 宇賀なつみ（フリーアナウンサー[注 9]、テレビ朝日を退社後も引き続き担当。） - 進行

## 過去の出演者
- 大下容子（テレビ朝日アナウンサー） - 宇賀の代打、2017年2月11日放送分のみ

## 番組前後のクロスプログラム

### 20時台の番組とのクロスプログラム
2014年4月から2015年3月まで、直前の番組である「クイズプレゼンバラエティー Qさま!!」の司会を務めるさまぁ〜ずと優香が担当していた。

### 21・22時台→21時台の番組とのクロスプログラム
土曜に移動・改題した2015年4月から、その後は、池上彰が「池上彰のニュースそうだったのか!!の後は…」とは紹介せず、『土曜ワイド劇場』・『土曜プライム』→『サタデーステーション』の生クロスプログラムを流すようになった。

## スタッフ
2025年6月21日放送現在
- ナレーション：真中了、広居バン
- 構成：樋口卓治、桝本壮志、今村クニト
- TM：高田格（テレビ朝日、一時離脱→復帰）
- TD：吉田千明（以前はカメラ）
- SW：藤原朋巳（以前はTD）
- カメラ：蝦名岳文
- 音声：林田群士
- VE：苫米地要二、細谷公助【週替り】
- 照明：伊藤直哉、木内聡、武内正信、石井久友、越前充弘（石井→一時離脱→復帰）【週替り】
- 美術：吉居真夏（以前は美術進行）
- デザイン：吉岡理人
- 美術進行：奥田裕美、木滝亜優
- 大道具：幸地忍
- 電飾：今野静香
- 小道具：石井琢也
- モニター：坂井源、三浦恵太
- 装飾：松井達彦
- 模型：飯塚孝（考）志【不定期】
- メイク：川口カツラ店
- 編集：鈴木裕司、日下美穂
- MA：谷道建斗
- 音響効果：板井基至（フナヤ278）
- TK：船木玉緒
- デスク：星野敬子（テレビ朝日）
- 宣伝：下惠子（テレビ朝日）
- 編成：米川宝、安部旭紘（以上、テレビ朝日）
- CG：南治樹、高井梓、PDトウキョウ
- 美術協力：テレビ朝日クリエイト、テレビ朝日サービス
- 技術協力：麻布プラザ、テイクシステムズ、テレテック、東京オフラインセンター
- リサーチ：フルタイム、トロリー
- 制作協力：THE WORKS、フナヤ278、SINRA（旧エコシップ）
- AP：須貝マミ、山下真理子
- 危機管理担当：三輪源一、木下健、千葉昭、竹田さや香
- ディレクター：田中拓郎、菊地香織（菊地→一時離脱→復帰）、久保木幹雄（THE WORKS）、酒井隆茂、藤野智宏（フナヤ278）、加納健一朗・井長英嗣（共にテレビ朝日）、松原孝二（フナヤ278）、森下和光、中井翔太
- プロデューサー：近藤大輔（テレビ朝日、2024年8月3日 - 以前はディレクター）、原田廣一（THE WORKS）
- 演出：保坂広司（テレビ朝日、以前はゼネラルプロデューサー兼務→演出→エグゼクティブディレクター）
- ゼネラルプロデューサー：丹羽敦子（テレビ朝日、以前はプロデューサー）
- 制作：テレビ朝日ビジネスソリューション本部 コンテンツ編成局第2制作部
- 制作著作：テレビ朝日

### 過去のスタッフ
- 構成：嵯峨野功一、横山雄一郎、まつじゅん。
- TM：太田憲治、酒井秀一、長谷川正和、田部哲平（以上、テレビ朝日）
- TD：錦戸浩司、大島秀一（大島 → 一時期はTM担当、以上、テレビ朝日）
- カメラ：栗林克夫、古橋稔（古橋 → 一時期はTD担当）、保坂健一、石井豪、吉田千明、中島祥郎
- 音声：加藤翠、平井保、江尻和茂
- VE：松田祐児、小松淳、柳澤満、平田壮之介、齋藤弘幸、山本夏実、駒井譲、東那美、谷村拓哉
- 照明：真如博之
- 美術：近藤千春
- デザイン：加藤由紀子、井磧伸介（井磧→以前は美術デザイン→美術）
- 美術進行：吉（古）閑洋司、廣澤陽子、野口香織、足立紗菜
- 大道具：小野祐樹、松本寿久
- 電飾：四条麻結
- モニター：鈴木久、谷口理沙、下園拓也、野口一馬（一時離脱→復帰）
- 電飾：小板橋厚史、鈴木絢
- 模型：長房郁枝、中川向、小松良明、田中美千代
- メイク：堤久美子、古宿沙織
- 編集：竹内美穂
- MA：小田嶋広貴、樽川由佳里、岸本権人
- CG：佐藤信太郎、松尾裕介、山本裕之
- 宣伝：谷俊之、池田佐和子、高橋彩、齋藤利紗子、岸田慎介、清水望（以上、テレビ朝日）
- 編成：桐永洋、吉川徹、柳井寛史、二階堂義明、横田慶太、冨澤有人、北村麻美、沼田真明、西岡佐知子、小古山拓矢、岩井健太郎、佐野主紘、大松宏樹、小谷知輝、久保田春記、北田暢子、泉良樹、沢登孝介（以上、テレビ朝日）
- リサーチ：フリード、ノマド、T2ファージ
- 制作協力：花組、D-組PROJECT、エー・スタッフ、テレビ朝日映像、LOOK
- AP：波多野真代、佐々木桃子、平井麻美
- ディレクター：安井章浩、庄司金之助、外山健二郎、桃井隆宏、前川譲（テレビ朝日）／吉倉瑞穂、加藤一郎、髙橋麻樹、萩原雄祐、金丸恵理子（THE WORKS）、蛭間鉄平、須藤拓也
- プロデューサー：引地夏規、服部陽一、萩野健太郎、中田智也（以上、テレビ朝日、萩野→2024年5月25日 - 7月）乾弘明（花組）、芦谷譲（D-組PROJECT → エー・スタッフ）、藤山知己（エコシップ → SINRA）、佐藤剛（テレビ朝日映像）、吉田茂博（LOOK）

## ネット局
| 放送対象地域   | 放送局           | 系列           | 放送日時                                                     | ネット状況 |
| -------------- | ---------------- | -------------- | ------------------------------------------------------------ | ---------- |
| 関東広域圏     | テレビ朝日       | テレビ朝日系列 | 月曜 21:00 - 21:54 ↓ 土曜 19:54 - 20:54 ↓ 土曜 20:00 - 20:54 | 制作局     |
| 北海道         | 北海道テレビ     | テレビ朝日系列 | 月曜 21:00 - 21:54 ↓ 土曜 19:54 - 20:54 ↓ 土曜 20:00 - 20:54 | 同時ネット |
| 青森県         | 青森朝日放送     | テレビ朝日系列 | 月曜 21:00 - 21:54 ↓ 土曜 19:54 - 20:54 ↓ 土曜 20:00 - 20:54 | 同時ネット |
| 岩手県         | 岩手朝日テレビ   | テレビ朝日系列 | 月曜 21:00 - 21:54 ↓ 土曜 19:54 - 20:54 ↓ 土曜 20:00 - 20:54 | 同時ネット |
| 宮城県         | 東日本放送       | テレビ朝日系列 | 月曜 21:00 - 21:54 ↓ 土曜 19:54 - 20:54 ↓ 土曜 20:00 - 20:54 | 同時ネット |
| 秋田県         | 秋田朝日放送     | テレビ朝日系列 | 月曜 21:00 - 21:54 ↓ 土曜 19:54 - 20:54 ↓ 土曜 20:00 - 20:54 | 同時ネット |
| 山形県         | 山形テレビ       | テレビ朝日系列 | 月曜 21:00 - 21:54 ↓ 土曜 19:54 - 20:54 ↓ 土曜 20:00 - 20:54 | 同時ネット |
| 福島県         | 福島放送         | テレビ朝日系列 | 月曜 21:00 - 21:54 ↓ 土曜 19:54 - 20:54 ↓ 土曜 20:00 - 20:54 | 同時ネット |
| 新潟県         | 新潟テレビ21     | テレビ朝日系列 | 月曜 21:00 - 21:54 ↓ 土曜 19:54 - 20:54 ↓ 土曜 20:00 - 20:54 | 同時ネット |
| 長野県         | 長野朝日放送     | テレビ朝日系列 | 月曜 21:00 - 21:54 ↓ 土曜 19:54 - 20:54 ↓ 土曜 20:00 - 20:54 | 同時ネット |
| 静岡県         | 静岡朝日テレビ   | テレビ朝日系列 | 月曜 21:00 - 21:54 ↓ 土曜 19:54 - 20:54 ↓ 土曜 20:00 - 20:54 | 同時ネット |
| 石川県         | 北陸朝日放送     | テレビ朝日系列 | 月曜 21:00 - 21:54 ↓ 土曜 19:54 - 20:54 ↓ 土曜 20:00 - 20:54 | 同時ネット |
| 中京広域圏     | 名古屋テレビ     | テレビ朝日系列 | 月曜 21:00 - 21:54 ↓ 土曜 19:54 - 20:54 ↓ 土曜 20:00 - 20:54 | 同時ネット |
| 近畿広域圏     | 朝日放送テレビ   | テレビ朝日系列 | 月曜 21:00 - 21:54 ↓ 土曜 19:54 - 20:54 ↓ 土曜 20:00 - 20:54 | 同時ネット |
| 広島県         | 広島ホームテレビ | テレビ朝日系列 | 月曜 21:00 - 21:54 ↓ 土曜 19:54 - 20:54 ↓ 土曜 20:00 - 20:54 | 同時ネット |
| 山口県         | 山口朝日放送     | テレビ朝日系列 | 月曜 21:00 - 21:54 ↓ 土曜 19:54 - 20:54 ↓ 土曜 20:00 - 20:54 | 同時ネット |
| 香川県・岡山県 | 瀬戸内海放送     | テレビ朝日系列 | 月曜 21:00 - 21:54 ↓ 土曜 19:54 - 20:54 ↓ 土曜 20:00 - 20:54 | 同時ネット |
| 愛媛県         | 愛媛朝日テレビ   | テレビ朝日系列 | 月曜 21:00 - 21:54 ↓ 土曜 19:54 - 20:54 ↓ 土曜 20:00 - 20:54 | 同時ネット |
| 福岡県         | 九州朝日放送     | テレビ朝日系列 | 月曜 21:00 - 21:54 ↓ 土曜 19:54 - 20:54 ↓ 土曜 20:00 - 20:54 | 同時ネット |
| 長崎県         | 長崎文化放送     | テレビ朝日系列 | 月曜 21:00 - 21:54 ↓ 土曜 19:54 - 20:54 ↓ 土曜 20:00 - 20:54 | 同時ネット |
| 熊本県         | 熊本朝日放送     | テレビ朝日系列 | 月曜 21:00 - 21:54 ↓ 土曜 19:54 - 20:54 ↓ 土曜 20:00 - 20:54 | 同時ネット |
| 大分県         | 大分朝日放送     | テレビ朝日系列 | 月曜 21:00 - 21:54 ↓ 土曜 19:54 - 20:54 ↓ 土曜 20:00 - 20:54 | 同時ネット |
| 鹿児島県       | 鹿児島放送       | テレビ朝日系列 | 月曜 21:00 - 21:54 ↓ 土曜 19:54 - 20:54 ↓ 土曜 20:00 - 20:54 | 同時ネット |
| 沖縄県         | 琉球朝日放送     | テレビ朝日系列 | 月曜 21:00 - 21:54 ↓ 土曜 19:54 - 20:54 ↓ 土曜 20:00 - 20:54 | 同時ネット |

## 派生番組
- 本来は当番組のレギュラー放送日に当たる2014年7月28日には、当番組の特別番組枠（19:00 - 21:48）で『池上彰が選ぶ日本の運命を決めたニュース』を放送。1980年代から2000年代までの主なニュースを基に、（放送時点での視点で）「日本の運命を決めた」とされるニュースの意味や理由を、当時のニュース映像や新聞記事を交えながら池上が解説した。宇賀の先輩アナウンサー・大下容子が進行を担当。
- 2015年2月9日『池上彰が伝えたいこと 実はみんな知らない日本 そして生放送で「イスラム国」問題』（19:00 - 21:48）
  - 急遽イスラム国の生解説を組み込んだために放送できなかった教育と健康保険については、『池上彰のニュースそうだったのか!!放送直前スペシャル』（2015年4月11日、テレビ朝日・北海道テレビ・朝日放送のみ）内で放送された。